# Isabella Santacroce
Pour les articles homonymes, voir Santacroce.
Isabella Santacroce, née le 30 avril 1970 à Riccione, dans la province de Rimini (Émilie-Romagne), est une écrivaine italienne contemporaine.

## Biographie
Isabella Santacroce est née en 1970 à Riccione, province de Rimini, où elle vit. Après avoir fréquenté le DAMS (discipline delle arti, della musica e dello spettacolo) de Bologne, elle lance sa carrière littéraire dans les années 1990 avec son premier roman Fluo, premier livre de la trilogie Trilogia dello spavento (trilogie des effrayés) (les deux autres sont Destroy et Luminal). Des romans explosifs par leur façon d'aborder la sexualité et par leur langage. Destroy, en particulier, suscite l'intérêt en Italie. Il est également traduit en français. En novembre 1998, Isabella Santacroce publie un recueil de traductions des paroles des chansons de Nirvana et de Hole.
Isabella Santacroce est souvent associée avec les Giovani Cannibali (jeunes cannibales), un mouvement littéraire développé à la fin des années 1990  formé par de jeunes écrivains italiens. Parmi eux, Tiziano Scarpa, Aldo Nove, Niccolò Ammaniti, Enrico Brizzi, et d'autres, ainsi que Isabella Santacroce. L'écriture est pour eux un outil de provocation, d'expression d'une révolte et un acte ludique. Ce mouvement littéraire donne naissance en 1997 à un mouvement philosophico-littéraire appelé il Nevroromanticismo (le romantisme neuronal), qui veut exprimer le caractère unique de l'existence.
Son livre Luminal raconte l'histoire de deux jeunes prostituées fuyant leur proxénète. Il a été adapté dans un film primé, réalisé par Andrea Vecchiato, avec Denis Lavant, et dont la musique est composée par Michael Nyman. En 2001, elle publie Lovers, chez Mondadori. Le thème de ce livre est l'amour sous ses différentes formes : L'amour de la famille, l'amour entre homme et femme, l'amour homosexuel et l'amour non partagé qui conduit inexorablement à la mort. Le langage adopté dans le livre tente de se rapprocher le plus possible d'une écriture faite de sons, appelée par l'auteur une écriture de la sensation pure.
En 1999 commence sa collaboration avec la chanteuse italienne Gianna Nannini, qui donne naissance à l'album Aria en 2002, et au dessin animé Momo alla conquista del tempo, où l'écrivaine collabore pour les textes. Elle participe à l'écriture des paroles du CD Grazie (Merci) de Gianna Nannini, publié en 2006. En 2004 paraît Revolver, une romance intense et violente, dans laquelle l'écrivain raconte l'histoire d'un amour non réciproque entre la protagoniste Angelica et un garçon de treize ans. Dans ce livre et dans le suivant, Zoo, publié en 2006, Isabella Santacroce tente de faire émerger les zones obscures de l'existence. La famille est décrite comme un «horrible carnaval» qui mérite d'être détruit. 2007 est l'année de V.M.18, une romance dans laquelle elle parle de la vie totalement incontrôlée de trois jeunes filles de 14 ans dans un collège. Ce livre marque un changement dans le style narratif de Isabella Santacroce.

## Œuvres
Parmi ses œuvres : 
- Fluo. Storie di giovani a Riccione (Castelvecchi, 1995; Feltrinelli, 1999)
- Destroy (Feltrinelli, 1996) traduit en français Editions Léo Scher/Al Dante. Traduit de l'italien par Margherita Vecciarelli.
- Luminal (Feltrinelli, 1998)
- Lovers (Mondadori, 2001)
- Revolver (Mondadori, 2004)
- Dark Demonia (Mondadori, 2005)
- Zoo (Fazi, 2006)
- V.M.18 (Fazi 2007)
- Lulù Delacroix (Rizzoli, 2010)
- Amorino (Bompiani, 2012)
- Supernova (Mondadori, 2015)
- La Divina (Desdemona Undicesima édition limitée 2019)